# 7075 Sadovnichij
7075 Sadovnichij este un asteroid din centura principală de asteroizi.

## Descriere
7075 Sadovnichij este un asteroid din centura principală de asteroizi. A fost descoperit pe 24 septembrie 1979 la Observatorul de Astrofizică din Crimeea de Nikolai Cernîh. Asteroidul prezintă o orbită caracterizată de o semiaxă mare de 2,68 ua, o excentricitate de 0,18 și o înclinație de 12,6° în raport cu ecliptica.